# Whole World Is Watching
Whole World Is Watching è un singolo del gruppo musicale olandese Within Temptation, pubblicato nel 2014 ed estratto dall'album Hydra. Il brano ha visto il gruppo collaborare con il cantante statunitense Dave Pirner (Soul Asylum), anche se nella versione polacca del brano, diffusa prima rispetto agli altri Paesi nel gennaio 2014, vi è la collaborazione del cantante polacco Piotr Rogucki (Coma).

## Tracce
1. Whole World Is Watching (featuring Dave Pirner) – 4:03
2. Whole World Is Watching (featuring Piotr Rogucki) – 4:01
3. Keep on Breathing (demo version) – 3:02
4. One of Those Days (demo version) – 2:31